# Acraea silvicola
Acraea silvicola is een vlinder uit de familie van de Nymphalidae. De wetenschappelijke naam van de soort is voor het eerst geldig gepubliceerd in 1913 door Richelmann.